# Лугальзагеси

Древнее Междуречье

Лугальзагеси (Лугальзаггиси) — энси Уммы, лугаль Урука и «лугаль Страны (Калама)», правил приблизительно в 2336—2311 годах до н. э. Последний представитель царей раннединастического периода древнемесопотамской истории и первый правитель, объединивший большую часть шумеров под своей властью, но потерпевший поражение от аккадцев, завершивших установление власти над Месопотамией.

## Биография

### Происхождение
Единственный представитель третьей династии Урука. Отец Лугальзагеси U-U (написание его имени не поддаётся прочтению, условно читается как Укуш или Кушкуш, а может быть правильнее Бубу), был волхвом или шаманом (ишиб) в Умме, а сам Лугальзагеси получил и этот титул и титул энси Уммы. Однако были ли они оба в родстве с предшествующим правителем Уммы Илем — неизвестно.

### Объединение Уммы и Урука
При Лугальзагеси произошло объединение Уммы с Уруком, столицей нового государства стал город Урук. Мы не знаем, при каких обстоятельствах Лугальзагеси получил власть в Уруке; было ли это в силу родства с правящим домом в Уруке (на что может указывать сходство его имени по типу с именами последних владетелей Урука из II династии), в силу завоевания или по другим причинам; и какую роль тут играл Адаб, которому «Царский список» приписывает победу над Уруком.

### Объединение Шумера
В одной своей надписи из Ниппура Лугальзагеси называет себя уже «эном Урука, лугалем Ура», следовательно, он после Урука овладел сначала Уром, а затем и Ниппуром. Признание его Ниппуром было огромной политической и не меньшей стратегической победой, ибо отдавало в руки Лугальзагеси все города по нижнему течению Евфрата и Итурунгалю. С этих пор Лугальзагеси стал называть себя «лугалем Урука и лугалем Страны» (таков титул в его стандартной надписи, дошедшей до нас в нескольких экземплярах).
В числе городов над которыми он господствовал, в этой надписи названы также Ларса[м] (часть нома Урук), Эреду (часть нома Ур) и Адаб. На очереди теперь стояла война с Кишем, господствующим над сетью северных каналов. Около 2316 года до н. э. Киш, где в это время правил Ур-Забаба, был разгромлен. Война Лугальзагеси с Лагашем, длившаяся несколько лет, окончилась захватом доброй половины территории Уруинимгины и упадком остальной части его государства (ок. 2312 года до н. э.).

### Обстановка в Междуречье
В своей упоминающейся уже стандартной надписи он утверждал, что Энлиль «от Нижнего моря (Персидского залива), по Тигру и Евфрату, до Верхнего (Средиземного моря) предоставил ему путь». 

«Когда Энлиль, царь стран, передал Лугальзагеси царство над страной, когда он обратил к нему взоры всей страны, бросил к его стопам земли, отдал ему их с восхода до захода, тогда он открыл ему путь от Нижнего моря по Тигру и Евфрату до верхнего моря. С восхода до захода по велению Энлиля не было ему соперника. Сделал он (Лугальзагеси) так, что страны отдыхали в мире, наводнил земли водами радости… Сделал так что Урук засиял полным блеском; поднял голову Ура, как голову быка, до самого неба; Ларсу любимый город Уту, наполнил водой; благородно возвысил Умму, любимый город Шара…»— Надпись на вазе из Ниппура

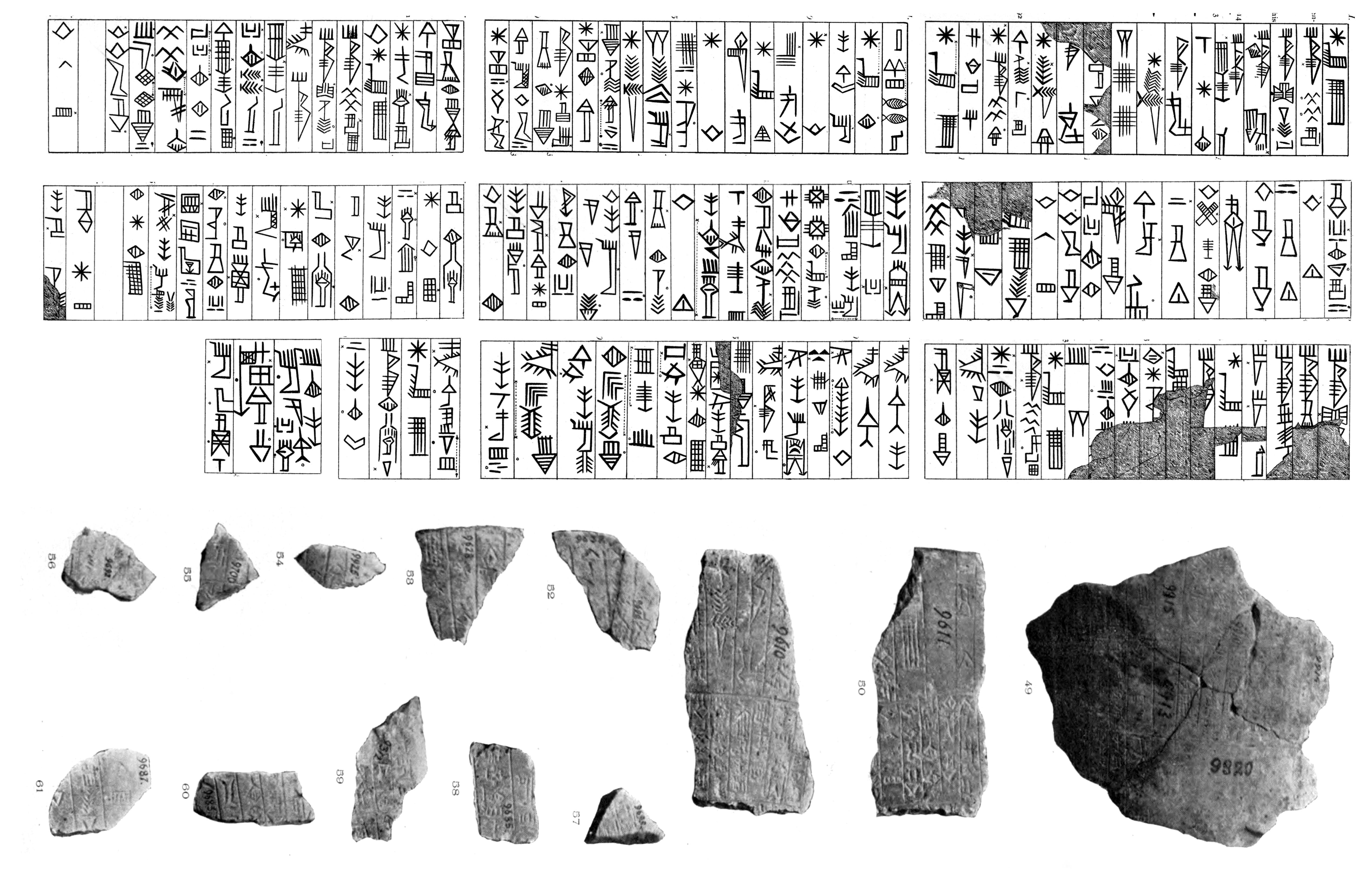
Ваза Лугальзагеси из Ниппура. Реконструированный текст и некоторые фрагменты

Правда это не значит, что его войска прошли по Тигру и Евфрату от Персидского залива до Средиземного моря: на Тигре путь к заливу преграждал до конца не покоренный Лагаш, а на Евфрате надписи Лугальзагеси не называют ни одного завоеванного города не только севернее Киша, но даже и на каналах северной части Южного Двуречья.
Мы знаем, что IV династия Киша ещё долго не прекращала своего существования и, что город Мари на среднем Евфрате в это время попал под власть сирийского государства Эблы. Весьма вероятно, что правители Киша и, возможно, гораздо более северных городов присылали Лугальзагеси дары и пропускали его торговых посредников к серебряным и медным рудникам и кедровым лесам севера. О ввозе кедра говорит надпись некого Мескигалы, который примерно в это время был энси в Адабе.

### Личная уния Лугальзагеси
Однако само государство Лугальзагеси фактически объединяло лишь города по течению Евфрата ниже нынешнего городища Абу-Салабих, что чуть севернее Ниппура, а также города по Итурунгалю. Но даже и на этой территории Лугальзагеси не пытался создать единое государство. Номы входившие в состав его государства непосредственно управлялись местными правителями, а Лугальзагеси был лишь выбран в каждом номе верховным жрецом. Иначе говоря, он сам подчинялся властям отдельных номов, а его государство представляло, таким образом, только конфедерацию номов, объединённых персоной общего верховного жреца в порядке личной унии.
Причём, судя по надписи, не Лугальзагеси ставил на власть энси отдельных городов, а они его. Возможно, даже в родной Умме он сохранял за собой только звание «волхва» (ишиб) богини Нисабы, а в качестве энси действовало другое лицо, возможно некий Мес-э, упоминаемый совместно с Лугальзагесси в надписи Саргона Древнего. Надпись Саргона говорит и о каком-то «человеке (то есть правителе) Ура».

### Война с Саргоном Древним
Между тем Лугальзагеси пришлось столкнуться с Саргоном Древним, царем Аккаде. Более поздний текст о войне Лугальзагеси с Саргоном повествует, что за Лугальзагеси шло 50 энси. Цифра, разумеется, округлена, но, по-видимому, в этой схватке многие местные правители оставались долгое время верными Лугальзагеси, а это в свою очередь означает, что его верховная власть не была слишком тяжёлой.
Сначала Саргон предложил Лугальзагеси породниться с ним путём дипломатического брака. Лугальзагеси отказал. Тогда Саргон перешёл к военным действиям и быстро разгромил своего противника. Лугальзагеси был взят в плен, отправлен в клетке для собак в Ниппур и в медных оковах проведён в торжественной процессии через ворота бога Энлиля, после чего его, вероятно, казнили.
Правил Лугальзагеси, согласно «Царскому списку», 25 лет.